# آلکسی ارمنکو
آلکسی ارمنکو (روسی: Алексей Алексеевич Ерёменко؛ زادهٔ ۲۴ مارس ۱۹۸۳) بازیکن فوتبال اهل فنلاند است.
از باشگاه‌هایی که در آن بازی کرده‌است می‌توان به باشگاه فوتبال هلسینکی، باشگاه فوتبال غیرت، باشگاه فوتبال لچه، باشگاه فوتبال روبین کازان، باشگاه فوتبال سینایوئن یالکاپالوکرهو، باشگاه فوتبال متالیست خارکوف، باشگاه فوتبال یارو، باشگاه فوتبال کیلمارنوک، و باشگاه فوتبال ساترن رامنسکویه اشاره کرد.
وی همچنین در تیم ملی فوتبال فنلاند بازی کرده‌است.